# Caio Calvísio Sabino (cônsul em 26)
Caio Calvísio Sabino (em latim: Gaius Calvisius Sabinus; m. 39) foi um senador romano eleito cônsul em 26 com Cneu Cornélio Lêntulo Getúlico. Provavelmente era filho de Caio Calvísio Sabino, cônsul em 4 a.C., e neto de Caio Calvísio Sabino, cônsul em 39 a.C.. Durante o reinado de Calígula, Sabino foi acusado de conspiração e preferiu tirar a sua própria vida a se sujeitar a um julgamento.

## Carreira
Durante seu mandato, Tibério saiu de Roma e se mudou para a ilha de Capri, na Campânia, para nunca mais voltar. Nas calendas de julho, os dois cônsules foram substituídos por Quinto Júnio Bleso e Lúcio Antíscio Veto. Esta reclusão de Tibério pode ter sido influenciada pelo seu principal conselheiro, o poderoso prefeito pretoriano Sejano, que acabou preso e executado durante seu próprio consulado em 31. No ano seguinte, Calvísio e três outros senadores de status consular foram acusados de maiestas ("traição"). Um dos delatores, um tribuno de uma coorte urbana chamado Celso, deu um testemunho que exculpava Calvísio e Ápio Júnio Silano, cônsul em 28. Tibério deferiu a decisão sobre os outros dois, Caio Ânio Polião e Mamerco Emílio Escauro.
Durante o reinado de Calígula, Calvísio foi nomeado governador da Panônia, no comando de duas legiões. O imperador, que suspeitava de Calvísio e de sua esposa, chamou-o de volta a Roma em 39 e os acusou de adultério. Cornélia foi acusada de entrar no acampamento à noite vestida de soldado, de interferir na guarda e de manter relações sexuais no edifício principal (principia) do acampamento. Como a condenação era certa, ela e Sabino preferiram o suicídio antes que o julgamento começasse.

## Família
Cornélia, a esposa de Sabino, era provavelmente irmã de Cneu Cornélio Lêntulo Getúlico, seu colega de consulado.